# فرانک کردل
فرانک کُردل (انگلیسی: Frank Cordell؛ ‏۱ ژوئن ۱۹۱۸ – ۶ ژوئیه ۱۹۸۰) آهنگساز، تنظیم‌کننده و رهبر ارکستر اهل انگلستان بود.
از فیلم‌ها یا مجموعه‌های تلویزیونی که وی در آن‌ها نقش داشته است، می‌توان به خارطوم و کرامول اشاره نمود.